# Paramythiidae
Paramythiidae là một họ chim trong bộ Passeriformes, đặc hữu New Guinea.

## Phân loại học
Họ này trước đây từng được coi là một phần của họ Melanocharitidae (thuộc Passerida) nhưng sau này được tách ra và đặt thành họ riêng trong Corvida. Đã từng có lúc người ta chưa rõ ràng là nên coi nó như một họ riêng hay không và đôi khi coi nó là một phần của họ Psophodidae. Aggerbeck et al. (2014) phát hiện ra rằng nó là một nhánh chị-em tách biệt với Psophodidae và Vireonidae (họ thứ hai này bao gồm cả Pteruthiidae). Jønsson et al. (2016) lại đặt nó như là nhánh chị-em với Vireonidade + Pteruthiidae, và chúng chia tách nhau khoảng 26 triệu năm trước.
Sibley và Ahlquist (1987) đã loại bỏ Paramythiidae khỏi Melanocharitidae, nhưng lại đặt nó tại vị trí gần với chim sâu (Dicaeidae) và hút mật (Nectariniidae) – hai họ hiện nay xếp trong Passeroidea của Passerida, mặc dù các tác giả khác trước đó đã từng nghi vấn về mối quan hệ gần của các loài này. Xem thêm Sibley và Ahlquist (1990) cùng Sibley và Monroe (1990).
Tuy nhiên, H&M-3 (Dickinson, 2003) vẫn hợp nhất Paramythiidae trong họ Melanocharitidae, nhưng hiện nay là bên trong cái gọi là Corvida. Một lần nữa chúng lại bị chia tách trong Barker et al. (2004), nhưng lần này thì Paramythiidae đặt gần với vàng anh (Oriolus) và vị trí của Melanocharitidae là Corvida cơ sở, gần với Callaeidae (Callaeatidae).
Irestedt và Ohlson (2008) công nhận rằng Melanocharitidae, Cnemophilidae và Callaeidae là Passerida cơ sở, và rằng gen RAG-1 đã đưa ra tín hiệu sai lệch. Phân tích 22 gen của Aggerbeck et al. năm 2014 hỗ trợ cho diễn giải này.

## Các chi và loài
Họ này chỉ bao gồm 2 chi đơn loài. Cụ thể như sau:
- Oreocharis arfaki (Salvadori, 1876)
- Paramythia montium (De Vis, 1892)